# John d'Albiac
John d'Albiac (28 janvier 1894 - 20 août 1963) est un officier supérieur britannique de la Royal Air Force pendant la Seconde Guerre mondiale. Il participa principalement à la bataille de Grèce.